# Мерецков, Кирилл Афанасьевич
Кири́лл Афана́сьевич Мерецко́в (26 мая [7 июня] 1897, Назарьево, Рязанская губерния — 30 декабря 1968, Москва) — советский военачальник, Маршал Советского Союза (26.10.1944), Герой Советского Союза (1940). Кавалер Ордена «Победа» (1945), кавалер семи орденов Ленина. Кандидат в члены ЦК КПСС (1939—1956). Член ЦРК КПСС (1956—1961).

## Биография

### Ранние годы
Родился старшим ребёнком в семье крестьян Афанасия Павловича и Анны Ивановны (дев. Добрякова) Мерецковых. Русский. С семи лет помогал отцу пахать и боронить, а с девяти — участвовал во всех полевых работах. Окончил 4-классную земскую начальную школу. В 12 лет отправлен в Москву для самостоятельного труда, где работал слесарем в мастерских Хвалёвых, на металлическом заводе Бордорфа, фабрике Лемана. Уже на первом рабочем месте познакомился с рабочими, связанными с революционным подпольем.
Работая в мастерских при «Промышленном училище в память 25-летия царствования императора Александра II» на Миусской площади, посещал в этом училище «Городские Миусские вечерние и воскресные классы для взрослых рабочих». При этом дядя Мерецкова подрабатывал гардеробщиком в театре и изредка брал его на спектакли, благодаря чему Мерецков привык к ним.
В 1915 году участвовал в рабочих сходках. Перейдя на работу на граммофонную фабрику Турубинера, где выполнялись военные заказы, 18-летний Кирилл получил освобождение от призыва в армию во время Первой мировой войны.

### Работа в РСДРП(б). Большевик
Тогда же, в 1915 году, познакомился с инженером-химиком и революционером-большевиком Львом Карповым, который направил его в город Судогда Владимирской губернии. Там он провёл почти три года — работал слесарем-механиком на канифольно-скипидарном заводе. Работая там, познакомился с биохимиком Борисом Збарским.
В 1916 году по заданию администрации предприятия поехал в Москву. Там ему предложили более активно вести большевистскую деятельность, отправившись работать на Бондюжский химический завод на Каме в селе Бондюги Вятской губернии, директором которого был Карпов. Однако отсрочки от армии там не предоставлялось. Из-за желания иметь эту отсрочку ему пришлось вернуться в Судогду.
Находясь в Судогде, узнал о Февральской революции и падении монархии. Вместе с несколькими другими большевиками образовал самостоятельную ячейку РСДРП, которая с мая 1917 года приобрела официальный статус, став судогодским уездным комитетом РСДРП(б). Двадцатилетний Мерецков был избран секретарём.
В конце года уездный комитет сформировал в городе отряд Красной гвардии, начальником штаба которого назначили Мерецкова.
После Октябрьской революции принимал участие в захвате власти в городе. Был назначен председателем военного отдела местного Совета и ответственным по вопросам демобилизации старой армии.

### В РККА
В РККА с августа 1918 года. Участник Гражданской войны в России. С августа 1918 года служил начальником штаба Красной гвардии в Судогде. Отряд в полном составе участвовал в Казанской операции в августе-сентябре 1918 года, где Мерецков сначала заменил на поле боя смертельно раненого командира отряда, а затем и сам был ранен двумя пулями, но оставался в бою до потери сознания. За эти бои представлен к награждению орденом Красного Знамени (получил награду только в 1928 году). В феврале 1919 года был направлен на учёбу в Военную академию РККА, но учиться пришлось с большими перерывами: курсантов постоянно отправляли на фронт на наиболее угрожаемые участки. С мая 1919 года — помощник начальника штаба 14-й стрелковой дивизии. С мая 1920 года — помощник начальника штаба по разведке в 4-й и в 6-й кавалерийских дивизиях Первой Конной армии. Воевал на Восточном, Южном и Западном фронтах. Трижды был тяжело ранен.
Окончил Военную академию РККА в 1921 году и в январе 1922 года назначен начальником штаба 1-й Томской кавалерийской дивизии. С ноября 1922 года служил инспектором в Главном управлении милиции НКВД РСФСР. С февраля 1923 года — помощник начальника штаба 15-го стрелкового корпуса Северо-Кавказского военного округа. С ноября 1923 года — начальник штаба 9-й Донской стрелковой дивизии в этом корпусе. С июня 1924 по апрель 1932 года служил в штабе Московского военного округа: начальник мобилизационного отдела, помощник начальника штаба округа (с сентября 1924), заместитель начальника штаба округа (с июля 1928), командир и военком 14-й стрелковой дивизии (с апреля 1930), начальник штаба округа (с февраля 1931). В 1931 году проходил обучение в Германии.
С апреля 1932 года — начальник штаба Белорусского военного округа. С декабря 1934 года — начальник штаба Особой Краснознамённой Дальневосточной армии.
В сентябре 1936 — мае 1937 года находился в Испании в качестве военного советника (псевдоним Петрович). Участник Гражданской войны в Испании, был ранен.
С июня 1937 года — заместитель начальника Генерального штаба РККА. С сентября 1938 года — командующий войсками Приволжского военного округа. С января 1939 года — командующий войсками Ленинградского военного округа.
Под руководством К. А. Мерецкова штаб Ленинградского ВО разработал и 23 октября 1939 года доложил наркому обороны СССР К. Е. Ворошилову «План операции по разгрому сухопутных и морских сил финской армии», отличавшийся несерьёзным и пренебрежительным отношением к будущему противнику. При этом оборона финнов на Карельском перешейке проводилась поспешно и поверхностно, система и характер укреплений не были вскрыты. План был утверждён, и его ошибки существенно повлияли на затягивание войны с Финляндией и на большие жертвы РККА в ней.
В течение 1939 года в одной машине с членом Политбюро А. А. Ждановым объехал всю советско-финскую границу, проводя рекогносцировку накануне предстоящей кампании.
Во время советско-финской войны 1939—1940 годов с 9 декабря 1939 года командовал 7-й армией, наступавшей на Карельском перешейке против главных укреплений «линии Маннергейма». За организацию прорыва главных укреплений «линии Маннергейма» 21 марта 1940 года был удостоен звания Героя Советского Союза.
4 июня 1940 года ему вместе с Жуковым и Тюленевым, первому присвоено воинское звание «генерал армии». С июня по август 1940 года — заместитель народного комиссара обороны СССР.
В августе 1940 — январе 1941 годов — начальник Генерального штаба РККА. Причину снятия в январе с высокой должности Мерецков в своих воспоминаниях не назвал, но есть версия в воспоминаниях начальника Информотдела Разведуправления Генштаба подполковника В. А. Новобранца:

Теперь уже стало известно, за что был снят Мерецков. На совещании Главного военного совета совместно с членами Политбюро он заявил, что война с Германией неизбежна, что нужно переводить на военное положение армию и страну. Нужно укрепление границ. Его посчитали «паникёром войны» и отстранили от должности начальника Генерального штаба, назначив вместо него генерала Жукова.
В январе 1941 года Мерецков был назначен заместителем Народного комиссара обороны СССР по боевой подготовке (формально оставался в этой должности до реорганизации управления наркоматом 20 мая 1943 года).

### Великая Отечественная война
Вечером 21 июня 1941 года был направлен в качестве представителя Главного командования в Ленинградский военный округ.
На второй день войны, 23 июня 1941 года, К. А. Мерецков был отозван в Москву и арестован на основании показаний арестованных в 1937—1938 годах командарма 1-го ранга И. Ф. Федько, армейского комиссара 1-го ранга П. А. Смирнова, флагмана флота 1-го ранга В. М. Орлова, командармов 2-го ранга Н. Д. Каширина и И. А. Халепского, армейских комиссаров 2-го ранга А. С. Булина и М. М. Ланды, комкоров В. Н. Левичева, С. А. Меженинова и С. П. Урицкого, комдивов П. П. Ткалуна, С. И. Венцова-Кранца и Е. С. Казанского, комбригов М. Л. Ткачёва и К. И. Янсона и полковника Б. М. Симонова, а также арестованного накануне генерал-лейтенанта авиации Я. В. Смушкевича; кроме того И. П. Уборевич ещё в 1937 году дал показания, что лично завербовал Мерецкова в антисоветскую военную заговорщическую организацию.
Обвинялся по статье 58, пункты 1 «б», 7, 8, 11 УК РСФСР. Содержался в Лефортовской тюрьме. Следствие вели Л. Е. Влодзимирский, Л. Л. Шварцман, Б. В. Родос и В. Г. Иванов. Мерецков подвергался «физическим методам воздействия». Сестра Ольги Берггольц Мария Берггольц опубликовала записи своих бесед с бывшими сослуживцами маршала, один из которых свидетельствовал, что зимой 1941—1942 года у Мерецкова был конфликт со следившим за ним сотрудником Особого отдела, которому Кирилл Афанасьевич заявил, что ему жить не хочется и что особисты в НКВД мочились ему на голову. По свидетельству сослуживца О. Ф. Сувенирова генерал-майора А. И. Корнеева, лично присутствовавшего при разговоре И. Х. Баграмяна и С. К. Тимошенко, последний рассказал, что в личной беседе с Мерецковым на его вопрос о том, почему он себя оговорил, маршал заявил, что над ним издевались, «дубасили», а в случае дачи показаний обещали не трогать семью. На предварительном следствии Мерецков признал себя виновным. В ходе следствия 15 июля 1941 года ему была организована очная ставка с А. Д. Локтионовым, на которой Локтионова сильно избивали в присутствии Мерецкова; при этом Мерецков уличал Локтионова в участии в военно-фашистском заговоре и убеждал подписать признательные показания.
Осуждённый в 1956 году бывший следователь Лев Шварцман подтвердил, что лично избивал Мерецкова на допросах совместно с Меркуловым и Влодзимирским, а также с следователями Зименковым и Сорокиным.
28 августа Мерецков из заключения написал письмо Сталину с просьбой направить его на фронт. 6 сентября «освобождён на основании указаний директивных органов по соображениям особого порядка». Считается, что Мерецков был освобождён по распоряжению Сталина, что наиболее вероятно, однако документальных подтверждений этому не найдено — скорее всего приказ был устным.

По-видимому, сидел он в сырой, холодной камере, и когда его освободили, с трудом ходил.
 — Кто-то сообщил об этом Сталину, — рассказывал Жуков. — А может, он и сам заметил. Но только с того дня Мерецкову одному разрешалось сидеть, когда мы все в присутствии Сталина стояли.
Следственное дело № 981 697 в отношении Мерецкова уничтожено 25 января 1955 года на основании указания ЦК КПСС и распоряжения председателя КГБ при СМ СССР И. А. Серова, вследствие чего большинство подробностей дела неизвестно.
В послевоенных воспоминаниях Кирилл Афанасьевич описывает этот эпизод своей биографии кратко:

По возвращении из Ленинграда я, по не зависевшим от меня обстоятельствам, был примерно на два месяца отстранён от всякой работы. А в сентябре 1941 года получил новое назначение.
— Мерецков К. А. На службе народу: Страницы воспоминаний. 5-е изд. М., 1988
С 24 сентября 1941 года командовал 7-й отдельной армией, которая остановила наступление финских войск на реке Свирь. С 9 ноября 1941 года — командующий войсками 4-й отдельной армии, участвовал в Тихвинской наступательной операции.
С 17 декабря 1941 года — командующий войсками Волховского фронта. В этой должности провёл Любанскую операцию.
В целом деятельность Мерецкова на посту командующего Волховским фронтом в феврале — марте 1942 года оценивается неоднозначно. По мнению одних[кто?], при Мерецкове 2-я ударная армия вклинилась в глубину немецкой обороны, имела коридор и надёжно по нему снабжалась. По мнению других[кто?], Мерецков не сумел силами подчинённого ему Волховского фронта расширить горловину прорыва, образовавшегося в результате успешного наступления 2-й ударной армии, то есть не предпринял необходимых мер для предотвращения её окружения. Кроме того, уже в марте объём снабжения войск 2-й УА был совершенно недостаточным даже для закрепления на достигнутых рубежах, не говоря уже о продолжении наступления.
8 марта 1942 года заместителем К. А. Мерецкова был назначен генерал-лейтенант А. А. Власов (20 апреля Власов был назначен командующим 2-й ударной армии, оставаясь по совместительству заместителем командующего Волховского фронта).
23 апреля 1942 года Волховский фронт решением Ставки был преобразован в Волховскую оперативную группу в составе Ленинградского фронта (командующий фронтом — М. С. Хозин). Как писал сам Мерецков, войска Волховского фронта были переданы в подчинение Ленинградского фронта для лучшей координации действий (командующий Ленинградским фронтом М. С. Хозин гарантировал Ставке в случае объединения фронтов решить задачу деблокирования Ленинграда).
Мерецков был направлен заместителем Г. К. Жукова на Западный фронт, где 4 мая по личной просьбе был назначен командующим 33-й армией.
В связи с тем, что М. С. Хозин не сумел организовать выполнение директивы Ставки ВГК от 21 мая об отводе войск 2-й ударной армии, он был отстранён от должности командующего Ленинградским фронтом, 3 июня командующим Ленинградским фронтом был назначен Л. А. Говоров. 9 июня 1942 года на должность командующего войсками восстановленного Волховского фронта был вновь назначен К. А. Мерецков.
На этом посту он завершил проведение операции по выводу из окружения 2-й ударной армии. Лишь 21 июня ценой больших потерь был пробит узкий коридор, через который в течение трёх ночей разрозненные группы бойцов прорывались из окружения. 25 июня противник ликвидировал этот прорыв и оставшиеся в котле разрозненные остатки армии погибли. Командующий армией Власов сдался в плен 11 июля.
В конце лета 1942 года руководил проведением Синявинской операции 1942 года, окончившейся безрезультатно и с огромными потерями войск фронта. Впрочем, сам Мерецков полагал, что хотя в этой операции ему не удалось добиться победы, но он и не потерпел поражения, сорвав готовящийся штурм Ленинграда войсками генерал-фельдмаршала Манштейна. При этом он ссылался на слова самого Манштейна, завершившего описание Сенявинского сражения в своих мемуарах словами: «о наступлении на Ленинград теперь не могло быть и речи».
В январе 1943 года Мерецков отличился в прорыве блокады Ленинграда в ходе Операции «Искра». В том же году провёл Красноборскую и Мгинскую наступательные операции без существенных успехов. В январе 1944 года сыграл большую роль в победе в Ленинградско-Новгородской операции.

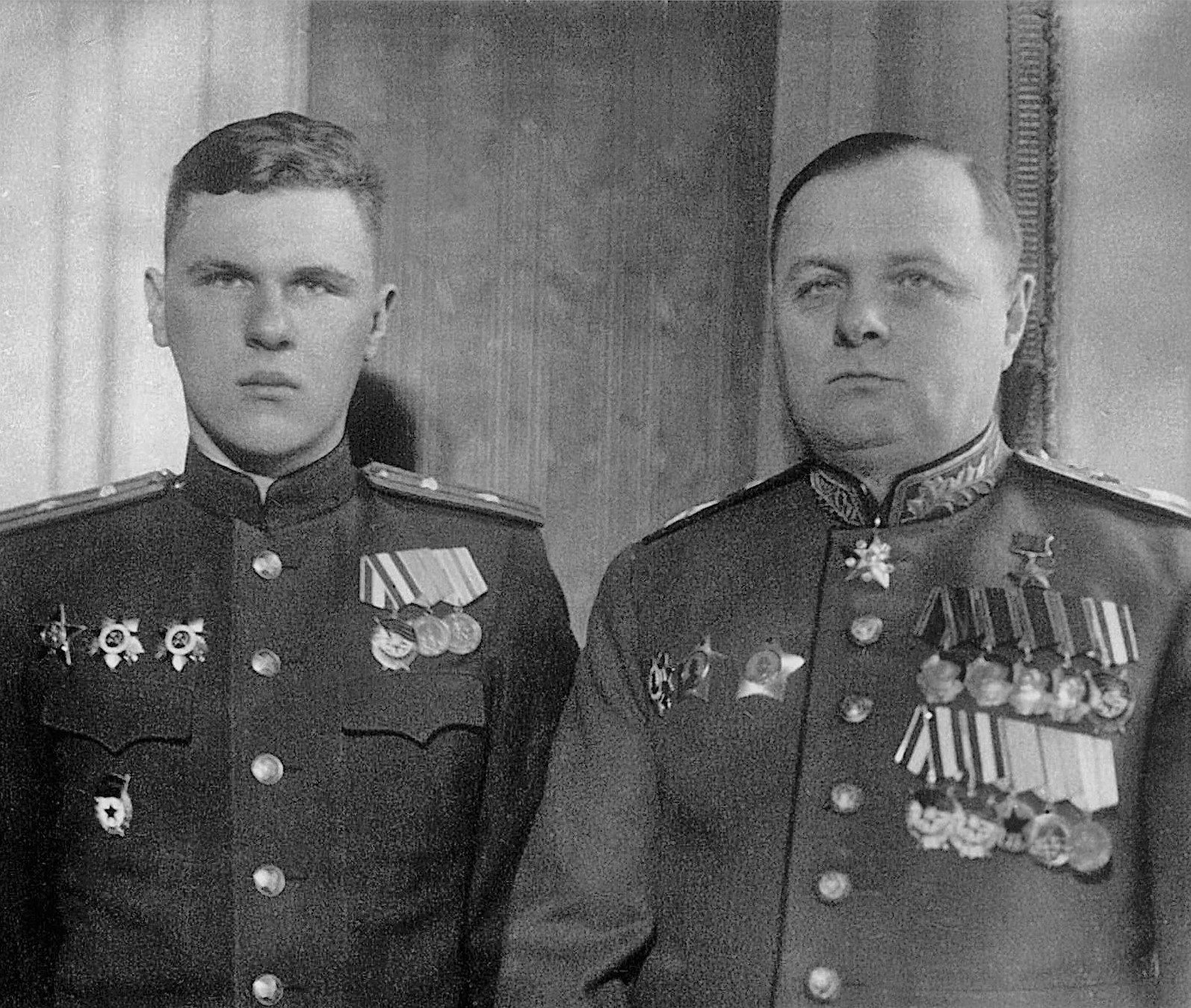
Маршал Советского Союза К. А. Мерецков с сыном Владимиром перед отъездом на Дальний Восток. Март 1945 года

В середине февраля 1944 года Волховский фронт был упразднён, его войска были переданы в состав Ленинградского фронта. 22 февраля Мерецков был назначен командующим войсками Карельского фронта. Во главе фронта он провёл Свирско-Петрозаводскую операцию, преследование противника на кандалакшском и кестеньгском направлениях и Петсамо-Киркенесскую операцию, нанеся поражения финским и немецким войскам на Северном направлении. Великую Отечественную войну на северных границах СССР Мерецков закончил на территории Норвегии в октябре 1944 года. Был награждён правительством Норвегии орденом Святого Олафа.
Указом Президиума Верховного Совета СССР от 26 октября 1944 года было присвоено звание Маршала Советского Союза.
С апреля 1945 года — командующий Приморской группой войск Дальневосточного фронта.
Участник Парада Победы в Москве 24 июня 1945 года.
С 5 августа 1945 года командовал 1-м Дальневосточным фронтом, который наносил главный удар по японским войскам в Маньчжурии в ходе Советско-японской войны. 3 сентября 1945 года К. А. Мерецков был награждён орденом «Победа» за разгром японской императорской Квантунской армии и победу над Японией.

### Послевоенное время

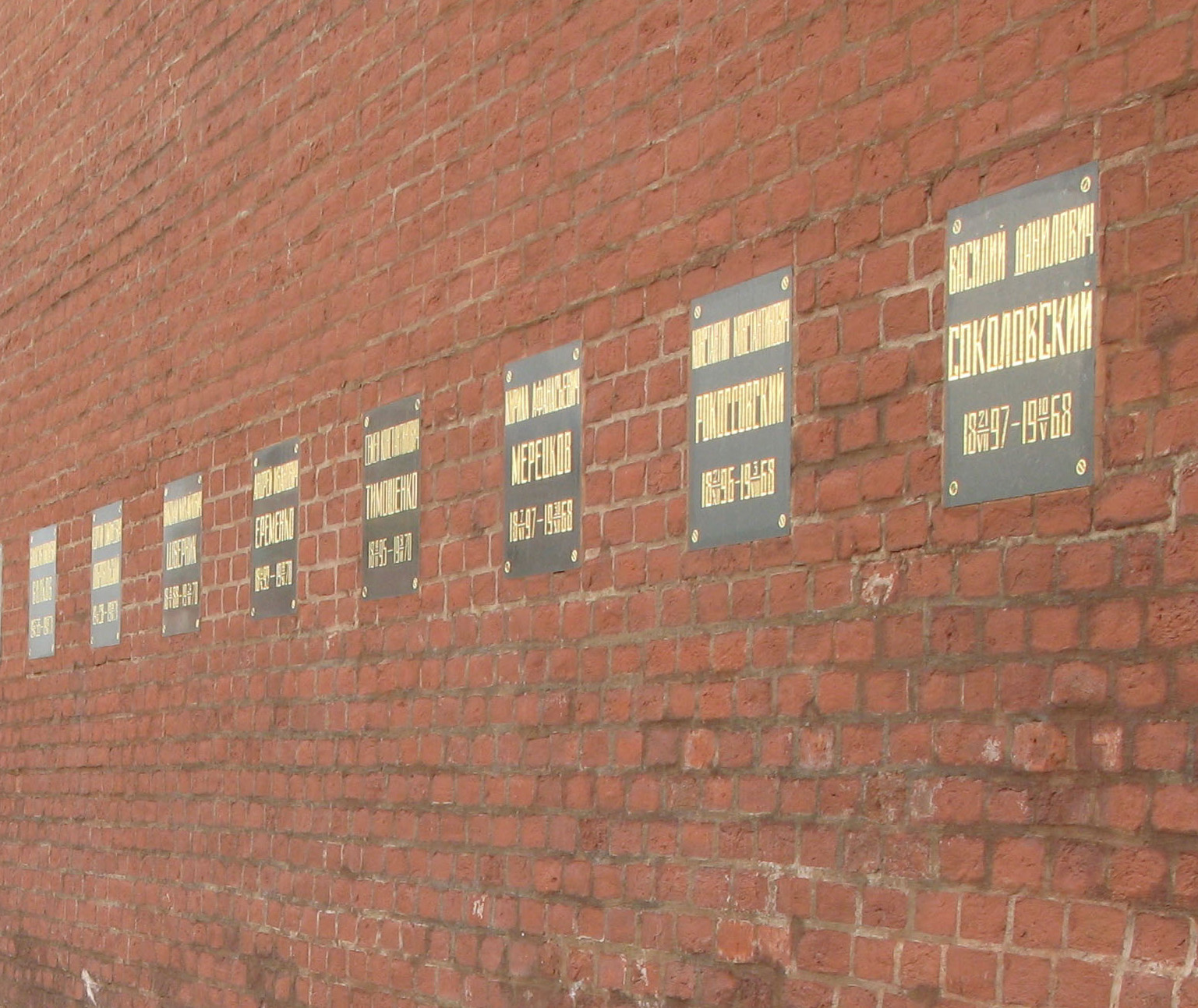
Надгробная плита в Кремлёвской стене

После войны Мерецков командовал войсками ряда военных округов: Приморского (с 10 сентября 1945), Московского (с июля 1947 года), Беломорского (с июня 1949 года), Северного (с июня 1951 года).
С мая 1954 года — начальник Высших стрелково-тактических курсов усовершенствования командного состава пехоты «Выстрел». С августа 1955 года — помощник Министра обороны СССР по высшим военно-учебным заведениям. С апреля 1964 года — генеральный инспектор Группы генеральных инспекторов Министерства обороны СССР.
Кандидат в члены ЦК КПСС в 1939—1956 гг., член ЦРК КПСС в 1956—1961 гг. Депутат Верховного Совета СССР 1-5 созывов (1940—1961 гг.). Депутат Верховного Совета Карело-Финской ССР.
К. А. Мерецков скончался 30 декабря 1968 года. Урна с прахом захоронена в Кремлёвской стене.

## Воспоминания современников
Полководческий стиль К. А. Мерецкова, которого Сталин шутливо называл «мудрым Ярославцем», на мой взгляд, отличали обстоятельность и предусмотрительность в хорошем понимании этих слов. Кирилл Афанасьевич предпочитал свои решения по фронту предварительно согласовывать с Генеральным штабом, обязательно выяснял мнение «высшей инстанции» по той или иной разрабатываемой проблеме.
— Василевский А. М. Дело всей жизни. Издание второе, дополненное.  —  М.: Политиздат, 1975. — С. 591.

Сталин называл его «ярославец». <…> В Ярославле, говорил он, такой оборотистый живёт народ, что евреев там почти нет, там сами русские выполняют эти функции, и один из таких — Мерецков.— Молотов В. М. Сто сорок бесед с Молотовым: Из дневника Ф. Чуева. — М.: ТЕРРА, 1991. – 623 с.

## Семья
- Супруга — Евдокия Петровна (в девич. Белова; 1899—1983).
- Сын — Владимир Кириллович Мерецков (1924—2020), генерал-полковник.
- Внуки:
  - Владимир Владимирович (род. 1950), подполковник медицинской службы в отставке, кандидат медицинских наук и
  - Кирилл Владимирович (род. 1953), капитан 1 ранга запаса, кандидат военных наук.

## Награды

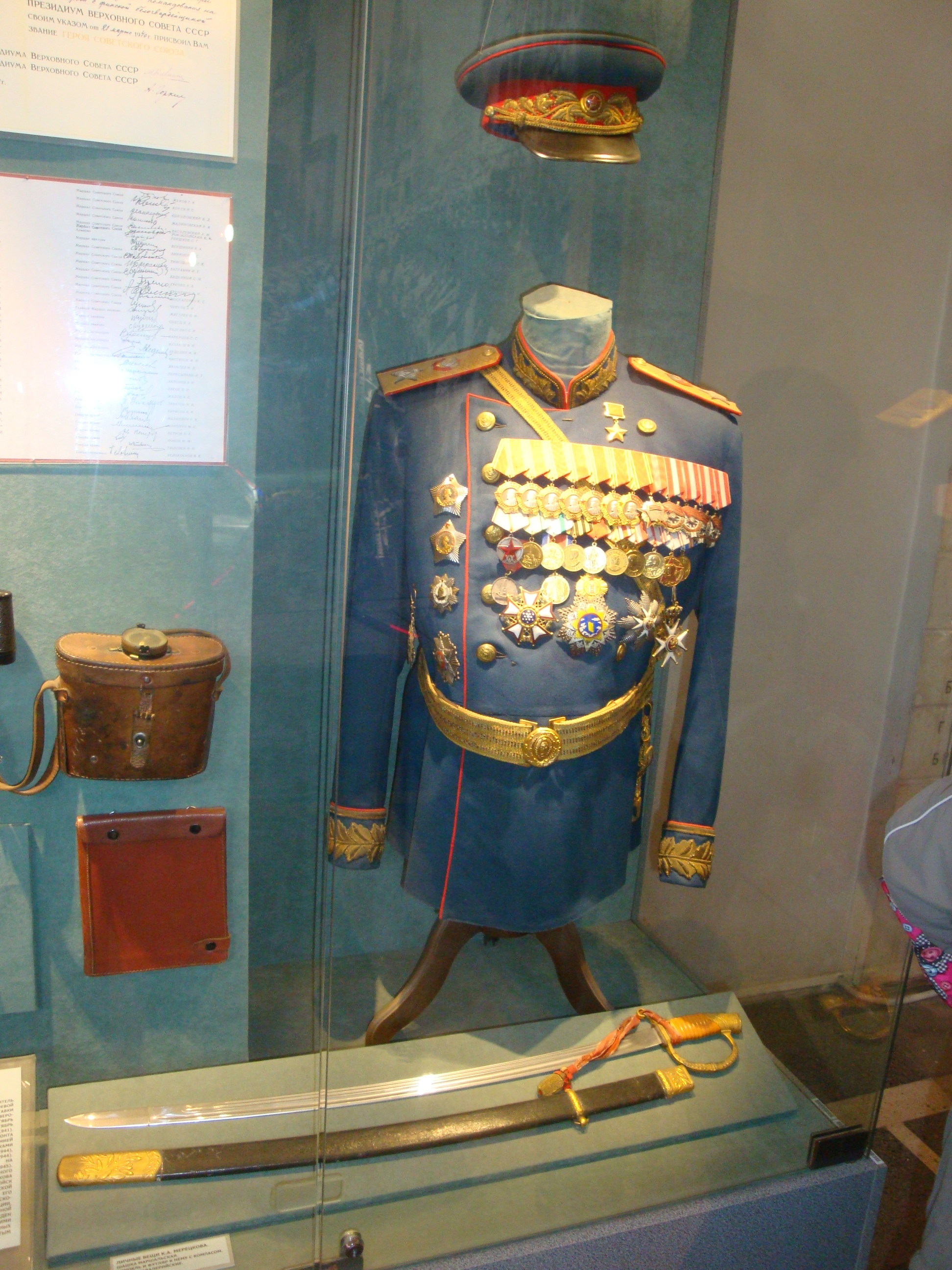
Парадный китель Мерецкова в Центральном музее ВС

### СССР
- Герой Советского Союза (21.03.1940 № 242);
- орден «Победа» (№ 18 — 8.09.1945);
- семь орденов Ленина (3.01.1937, 21.03.1940, 2.11.1944[26], 21.02.1945, 6.06.1947, 6.06.1957, 6.06.1967);
- орден Октябрьской Революции (22.02.1968);
- четыре ордена Красного Знамени (20.02.1928[27], 2.03.1938, 3.11.1944, 6.11.1947);
- два ордена Суворова I степени (28.01.1943, 21.02.1944);
- орден Кутузова I степени (29.06.1944);
- медаль «За оборону Ленинграда»;
- медаль «За оборону Советского Заполярья»;
- медаль «За победу над Германией в Великой Отечественной войне 1941—1945 гг.»;
- медаль «Двадцать лет победы в Великой Отечественной войне 1941—1945 гг.»;
- медаль «За победу над Японией»;
- медаль «XX лет Рабоче-Крестьянской Красной Армии»;
- медаль «30 лет Советской Армии и Флота»;
- медаль «40 лет Вооружённых Сил СССР»;
- медаль «50 лет Вооружённых Сил СССР»;
- медаль «В память 250-летия Ленинграда»;
- Почётное оружие с золотым изображением Государственного герба СССР (22.02.1968)

### Иностранные государства
- Кавалер Большого креста ордена Святого Олафа (Норвегия, 1945);
- орден «Легион почёта» степени Главнокомандующего (США, 1946);
- орден Государственного флага I степени (КНДР, 1948;
- Орден Облаков и Знамени 1-го класса (Китайская Республика, 1946);
- медаль «За победу над Японией» (МНР, 1946);
- медаль «За освобождение Кореи» (КНДР, 1948).

## Воинские звания
- Комдив (20.11.1935)[28]
- Комкор (22.02.1938)[29]
- Командарм 2-го ранга (08.02.1939)[30]
- Генерал армии (4.06.1940)[31]
- Маршал Советского Союза (26.10.1944)

## Память

Памятник Маршалу К. А. Мерецкову в Петрозаводске.

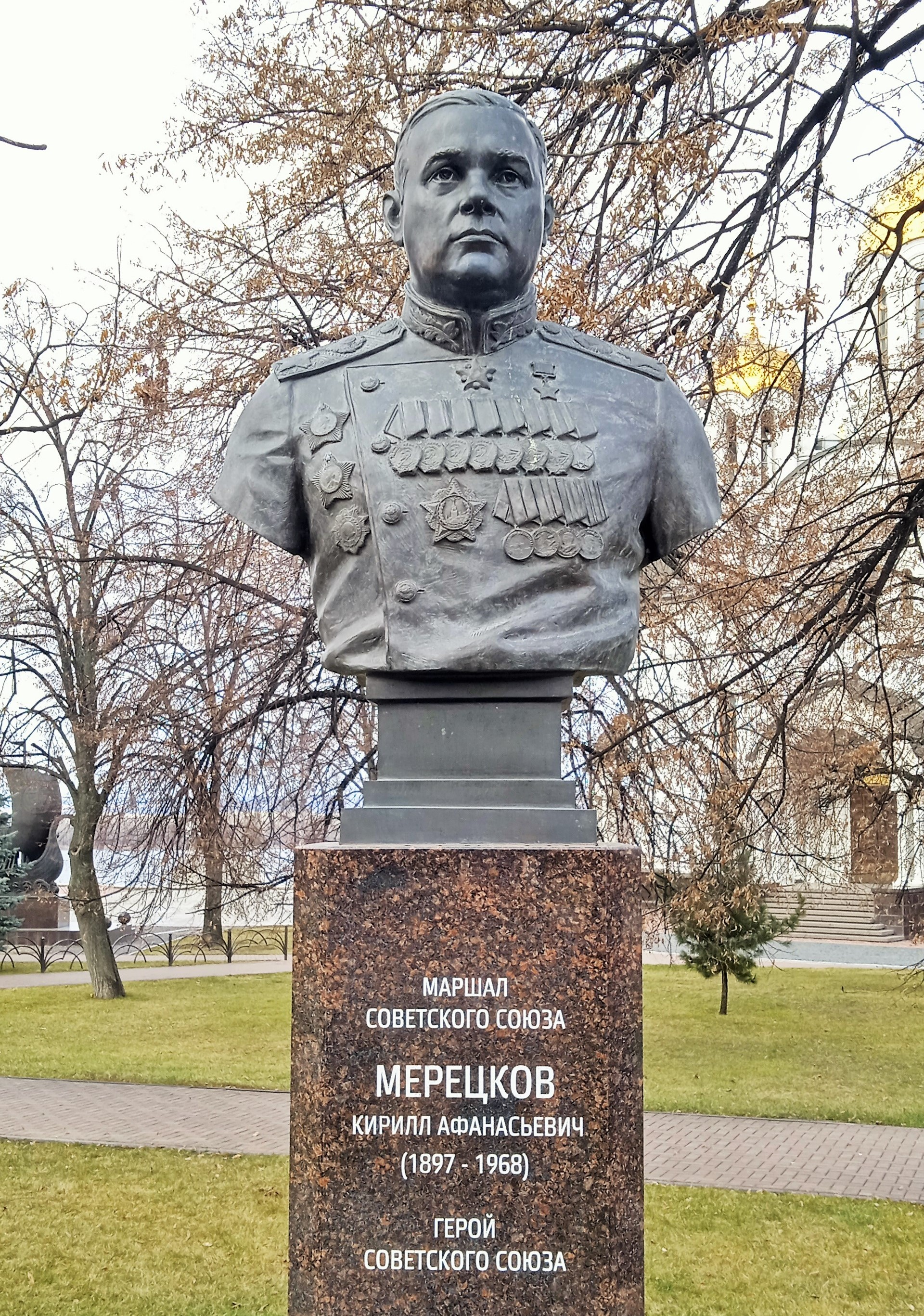
Бюст К. А. Мерецкова на площади Славы в Самаре

- Именем Мерецкова в 1975 году названа улица в Москве (часть 7-й улицы Октябрьского поля) — Улица Маршала Мерецкова.
- В 1978 году его именем названа новая магистраль в Красносельском районе Ленинграда (улица Маршала Мерецкова).
- В столице Республики Карелия — городе Петрозаводске — имеются улица и сквер Маршала Мерецкова, а также памятная доска и памятник.
- С 1969 года имя Мерецкова носило Благовещенское высшее танковое командное Краснознамённое училище (расформировано в 1999).
- С 1968 года имя Мерецкова носит федеральное государственное унитарное предприятие в Зарайском районе Московской области.
- Главная площадь в городе Тихвин, также установлена памятная доска.
- Улица в городе Судогда Владимирской области и установлен портрет на Аллее Славы.
- Улица в городе Великий Новгород (ныне улица Мерецкова—Волосова).
- Улица в городе Малая Вишера.
- Улица в городе Беломорск.
- Улица в городе Зарайск Московской области. В городе Зарайск также установлен бюст Мерецкова.
- В городе Улан-Удэ есть улица, носящая имя Мерецкова.
- На стеле «Город воинской славы», установленной в 2011 году в Выборге, размещён барельеф с изображением Мерецкова.

### Киновоплощения
- Вадим Грачёв — Художественный фильм «Секунда на подвиг». 1985, СССР, КНДР.
- Сергей Потехин — Телесериал «Военная разведка. Северный фронт». 2012, Россия.

### Почтовые марки

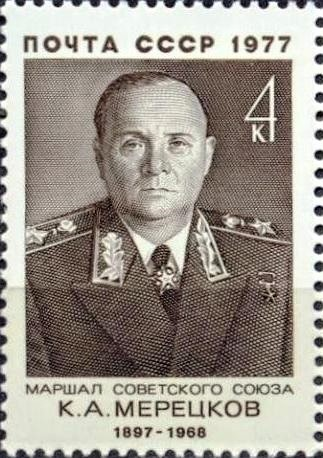
Почтовая марка СССР, 1977 год
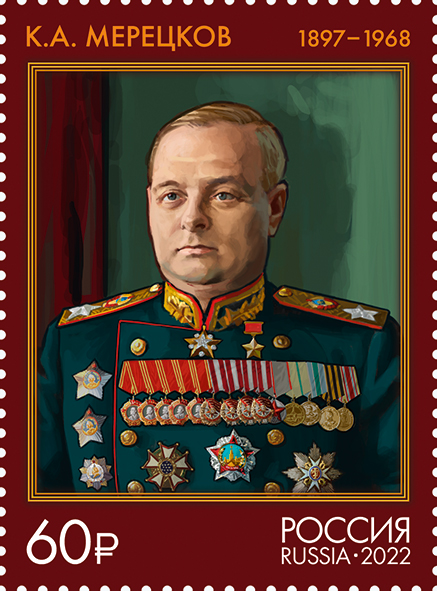
Почтовая марка России 2022 года из серии «125 лет со дня рождения Маршалов Советского Союза» с портретом К. А. Мерецкова (ЦФА [АО «Марка»] № 2983)

## Сочинения
- Мерецков К. А. [_ На службе народу. Страницы воспоминаний.] — М.: Политиздат, 1968.[32]
- Мерецков К. А. Моя юность. Изд. 2-е. — М., 1975.
- Мерецков К. А. Неколебимо, как Россия — М., 1965.
- Мерецков К. А. Командарм 1 ранга И. П. Уборевич. // Военно-исторический журнал. — 1962. — № 9. — С.74-90.
- Мерецков К. А. Г. Д. Базилевич. // Военно-исторический журнал. — 1964. — № 2. — С.70-73.
- К. А. Мерецков. Освобождение Тихвина // Пароль — «Победа!» / составитель Я. Ф. Потехин, под общей редакцией Ф. Самойлова.. — Л.: Лениздат, 1969. — С. 123—143. — 648 с. — (Воспоминания об участии авиации в обороне города Ленинграда. Воспоминания и записки). — 90 000 экз.